# Heliotropium samoliflorum
Heliotropium samoliflorum är en strävbladig växtart. Heliotropium samoliflorum ingår i Heliotropsläktet som ingår i familjen strävbladiga växter.

## Underarter
Arten delas in i följande underarter:
- H. s. erzurumicum
- H. s. samoliflorum